# Nguyễn Văn Linh
Nguyễn Văn Linh (1er juillet 1915 - 27 avril 1998) est un homme politique vietnamien.

## Biographie
Il dirige le Front national de libération du Sud Viêt Nam (Viêt Cong) durant la guerre du Viêt Nam. Il est secrétaire général du Parti communiste vietnamien entre 1986 et 1991.